# Chitipa
Chitipa – miasto w północnym Malawi, w Regionie Północnym. Według danych na rok 2018 liczyło 17,7 tys. mieszkańców.